# Brändekvarn
Brändekvarn är en liten by belägen i Uråsa socken, cirka 2,5 mil söder om Växjö, i Växjö kommun. 
I byn bor 17 personer i de sju hus som utgör byn. Ett av husen är ursprungligen en kvarn från 1800-talet som 2007 renoverades och byggdes om till bostad. Genom byn rinner Skyeån som löper mellan Torsjön och Lidhemssjön. 
Ett nytt hus uppfördes i byn 2008.